# Banque de Commerce

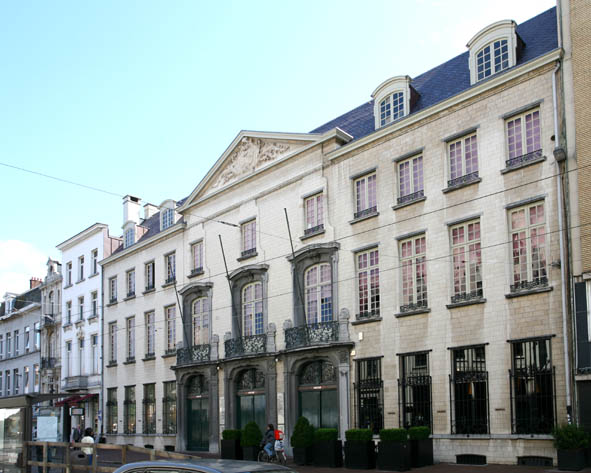
Hoofdkantoor van de bank van 1907 tot 1968 in de Lange Gasthuisstraat (nr. 9-11) in Antwerpen

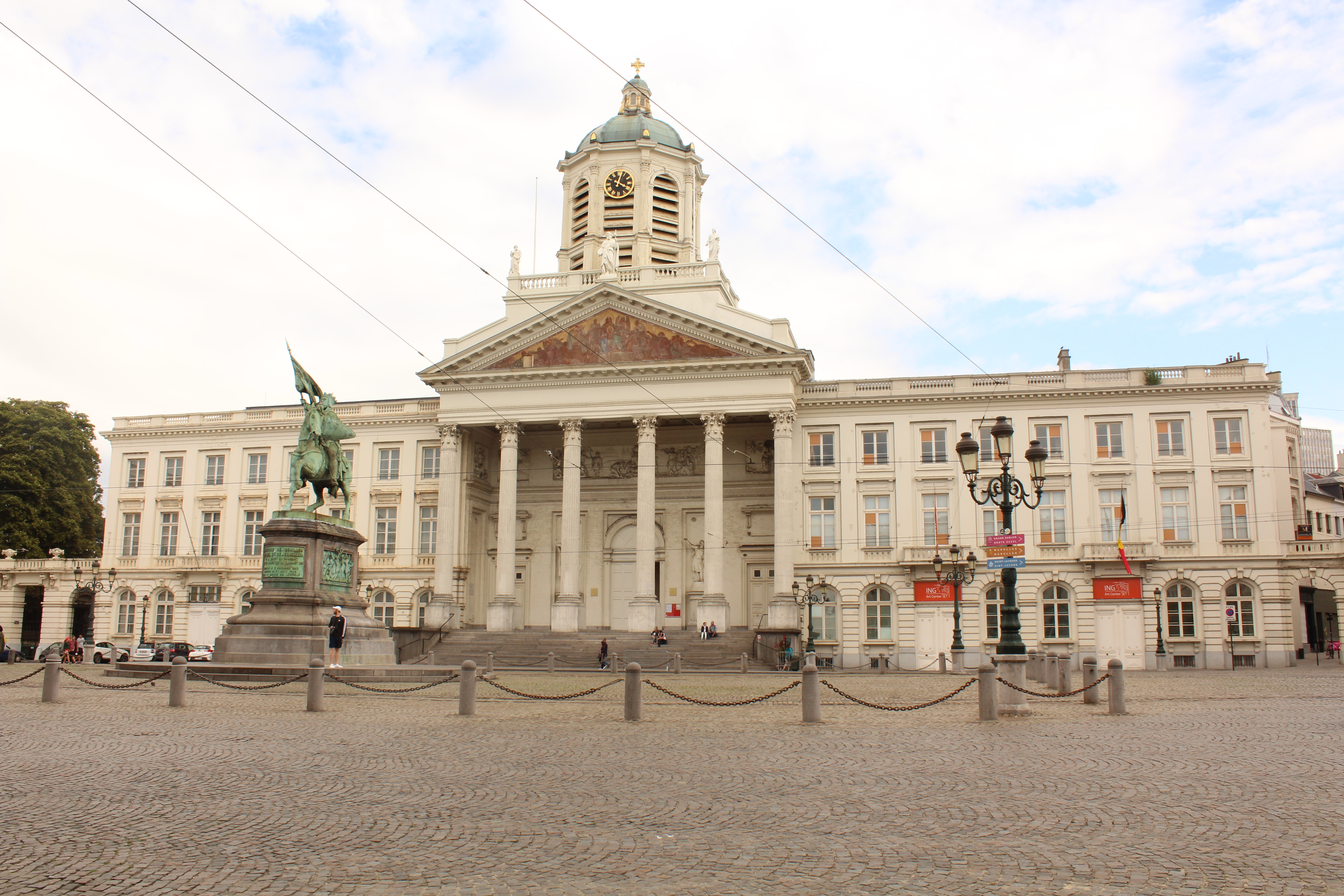
Het Hotel Coudenberg aan het Koningsplein (nr. 6) in Brussel was van 1929 tot 1968 een kantoor van de Banque de Commerce

De Banque de Commerce (Nederlands: Handelsbank) was een middelgrote Belgische bank. Ze werd in 1780 in Antwerpen opgericht. Vlak voor de Eerste Wereldoorlog was het de zesde grootste bank van Antwerpen qua totale activa en voor de Tweede Wereldoorlog de tweede grootste. Vanaf de nasleep van de Eerste Wereldoorlog kwam de Banque de Commerce achtereenvolgens onder controle van Barclays, de Banque de Bruxelles en Chase Manhattan Bank, die de naam veranderde in Chase Banque de Commerce. In 1989 werd de bank overgenomen door Crédit Lyonnais.

## Naam
Hoewel de bank voornamelijk actief was in Nederlandstalige België, werd zij gedurende het grootste deel van haar bestaan over het algemeen aangeduid met haar Franse naam, zelfs in Nederlandstalige of Engelstalige contexten. In de jaren 1980 nam eigenaar Chase een tweetalige benadering aan in het kader van een rebranding.

## Geschiedenis
In 1780 richtte Charles Jean Michel De Wolf, geboren in 1747 in Antwerpen, een bankbedrijf op. In 1791 begon hij leningen te verstrekken aan de opkomende Amerikaanse regering, waarvan hij de vroege kredietwaardigheid hielp opbouwen. Na het overlijden van De Wolf in 1806 werd zijn bankbedrijf tot 1861 geleid door Petrus Jozef de Caters, die in 1810 met De Wolfs jonge weduwe, Jeanne Antoinette Ergo (1772-1857), trouwde. In 1882 werd de particuliere bank omgevormd tot een naamloze vennootschap, die de naam Banque C.J.M. de Wolf kreeg ter ere van haar oprichter. In hetzelfde jaar werd het nieuwe hoofdkantoor van de bank gebouwd aan de Maarschalk Gérardstraat (nr. 2), ontworpen door architect Edmond Leclef.
In 1893 werd Banque C.J.M. de Wolf omgedoopt tot Banque de Commerce. Na de Eerste Wereldoorlog verwierf de Britse bank Barclays een controlebelang. Tussen 1922 en 1926 werd er in Antwerpen een prominent hoofdkantoor gebouwd door het voormalige Hotel Vecquemans uit de tweede helft van de 18e eeuw uit te breiden, ontworpen door Jan Pieter van Baurscheidt de Jonge, gelegen aan de Lange Gasthuisstraat (nr. 9-11). Ook werden er filialen geopend in Brussel en Oostende. In 1929 werd het Brusselse filiaal geopend in het prestigieuze Hotel Coudenberg aan het Koningsplein (nr. 6), na een renovatie ontworpen door architect Henry Lacoste.
In 1962 verkocht Barclays haar controlebelang aan de Banque de Bruxelles. Tussen 1965-1966 verkocht Banque de Bruxelles de helft van de aandelen aan het Amerikaanse Chase Manhattan Bank. Hierdoor werd Banque de Commerce een joint venture die zich richtte op het bedienen van dochterondernemingen van buitenlandse multinationals in België. Het hoofdkantoor werd in 1968 verplaatst van Antwerpen naar Brussel.
In 1978 kocht Chase de resterende aandelen van Banque de Commerce van de Banque Bruxelles Lambert (de opvolger van de Banque de Bruxelles) en in 1985 werd de bank omgedoopt tot Chase Banque de Commerce/Chase Handelsbank. In 1986 verwierf de bank de Belgische retailactiviteiten van Manufacturers Hanover Corporation. In 1989 verkocht Chase de bank aan het Franse Crédit Lyonnais, dat zich in een periode van snelle expansie bevond. De Belgische activiteiten van Crédit Lyonnais werden in 1998 overgenomen door Deutsche Bank.